# Разыскивающий
«Разыскивающий» (англ. Cruising) — американский детектив на тему гей-круизинга, снятый в 1980 году по мотивам одноимённого романа Джеральда Уокера. Главную роль исполнил Аль Пачино.

## Сюжет
События фильма разворачиваются в Нью-Йорке. В реке Гудзон все чаще начинают всплывать фрагменты человеческих тел. Полиция считает, что это дело рук серийного убийцы, который знакомится в барах с геями, после чего насилует их, убивает и расчленяет трупы. Офицеру Стиву Бернсу поручено вычислить преступника. Так как в ходе расследования он вынужден часто посещать гей-бары, это вносит разлад в его отношения с подругой Нэнси и заставляет задуматься о собственной сексуальной ориентации.
Первым подозреваемым Бернса становится официант Скип Ли. После того как в полиции Ли заставляют мастурбировать в присутствии слуг закона, чтобы сдать образец спермы, Бернс протестует против подобных методов и хочет уволиться, но шеф уговаривает его продолжить расследование.

## В ролях
- Аль Пачино — детектив Стив Бернс
- Пол Сорвино — капитан Эдельсон
- Карен Аллен — Нэнси
- Ричард Кокс — Стюарт Ричардс
- Дон Скардино — Тед Бейли
- Джей Аковоне — Скип Ли
- Джо Спинелл — патрульный Дисаймон
- Эд О’Нилл — детектив Шрайбер
- Джеймс Ремар — Грегори
- Майк Старр — патрульный Дешер
- Пауэрс Бут — Хэнки Сейлсман

## Реакция
Фильм не имел успеха ни у кинокритиков, ни у широкой публики. Он был номинирован на антипремию «Золотая малина» (1981) в категориях «худший фильм», «худшая режиссура» и «худший сценарий», а также вызвал крайне негативную реакцию гей-активистов, о причинах которой сказано в ленте «Целлулоидный шкаф».
Наряду с лентами «Врата рая», «Все они смеялись» и «От всего сердца» фильм Фридкина расценивается как финал эпохи Нового Голливуда. Из-за коммерческого провала этих фильмов голливудские студии отказались от финансирования поискового кино «не для всех» и значительно урезали творческую свободу режиссёров.

## Цензура
Режиссёр Уильям Фридкин в окончательной версии фильма вырезал из него 40 минут, чтобы избежать присвоения прокатного рейтинга X. В 2013 году актёр и режиссёр Джеймс Франко воссоздал удалённые сцены в своём документальном фильме «Интерьер. Кожаный бар.»
В 2007 году фильм «Разыскивающий» был продемонстрирован телеканалом «Россия» в сильно урезанном виде. В частности, из картины были изъяты
…сцены в ночных клубах, а они занимают очень большое экранное время. Вырезана сцена изнасилования полицейскими двух трансвеститов, вырезан весь процесс поисков убийцы по садо-мазо клубам и паркам, вырезаны танцы, БДСМ-развлечения и секс в парке. А самое главное, в начале как минимум 10 минут экранного времени занимает очень откровенная сцена гей-секса, заканчивающаяся убийством, притом чрезвычайно важная для понимания того, что происходит по сюжету.